# 沈庸
沈庸（？—？），别号君崇，江苏省吴县人，中华民国政治人物。

## 生平
1923年5月29日，沈庸任察哈尔特派交涉员，任至1925年6月24日。1925年7月，出任临时参政院参政。
民国18年（1929年）10月21日至民国19年（1930年）7月，沈庸任青浦县县长。民国19年（1930年）8月至民国20年（1931年）2月，沈庸任丹阳县县长。民国22年（1933年）4月至10月，沈庸再度任青浦县县长。
1936年7月4日，沈庸任立法院秘书处秘书，任至1941年9月3日免职。1941年9月3日，署立法院财政委员会秘书，1942年4月17日免职。1942年3月28日，任国民政府立法院第四届立法委员，任至1945年3月21日辞免。